# اندی کلاید
اندی کلاید (انگلیسی: Andy Clyde؛ ‏ ۲۵ مارس ۱۸۹۲ – ۱۸ مهٔ ۱۹۶۷) بازیگر اهل اسکاتلند زاده آمریکا بود.
از فیلم‌ها یا برنامه‌های تلویزیونی که وی در آن نقش داشته‌است، می‌توان به قهرمان یک شهر کوچک، آبه لینکلن در ایلینوی، رمانتیک در منهتن، سال‌های سبز، و پیریت اشاره کرد.